# Frédéric III de Lorraine
Pour les articles homonymes, voir Frédéric de Lorraine.
Frédéric III, né vers 1020 et mort en 1033, fut un comte de Bar et un duc de Haute-Lotharingie (ou de Lorraine).

## Biographie
Frédéric III était le fils Frédéric II, comte de Bar et duc de Haute-Lotharingie et de Mathilde de Souabe.
Il devint héritier du trône à la mort de son père puis succéda, en 1028, à son grand-père Thierry Ier. On ne sait que peu de choses sur son règne, pas plus qu'on ne sait le nom du régent, il avait alors huit ans. Il mourut en 1033 sans avoir été marié (il avait treize ans). 
Sa tante, Gisèle de Souabe, mariée à l'empereur germanique Conrad II, recueillit et éleva ses deux sœurs, Sophie et Béatrice. Sophie hérita du comté de Bar, tandis que Conrad II donnait la Haute-Lotharingie à un cousin, le duc de Basse-Lotharingie, Gothelon Ier.

## Sources
- Friedrich III. Herzog von Ober-Lothringen (1026/27-1033).